# 이루마시역
이루마 시역(일본어: 入間市駅, いるましえき)은 일본 사이타마현 이루마시에 있는 세이부 철도 이케부쿠로 선의 철도역이다.

### 타는 곳
| ↑ 이나리야마 공원 |
| \| 5 4\| 3 2 \| 1 |
| 부시 ↓            |

| 1 | ■이케부쿠로 선 | 특급 치치부 호, 무사시 호 한노・세이부 치치부방면                                       |
| 2 | ■이케부쿠로 선 | （사용하지 않음）                                                                       |
| 3 | ■이케부쿠로 선 | 한노・아가노・세이부 치치부・ 치치부철도 미츠미네구치・나가토로방면                     |
| 4 | ■이케부쿠로 선 | 고테사시・도코로자와・네리마・이케부쿠로・유라쿠초 선 신키바・후쿠토신 선 시부야역 방면 |
| 5 | ■이케부쿠로 선 | 특급 치치부 호, 무사시 호 도코로자와・이케부쿠로 방면                                   |

## 출구 정보
- 북쪽 출입구(北口)
- 남쪽 출입구(南口)
  - 이루마시청

## 역사
- 1915년 4월 15일 : 도요오카마치역으로 개업
- 1967년 4월 1일 : 이루마 시역으로 역명 변경

## 인접역
| 세이부 철도■이케부쿠로 선                                 | 세이부 철도■이케부쿠로 선                                  | 세이부 철도■이케부쿠로 선 |
| --------------------------------------------------------- | ---------------------------------------------------------- | ------------------------- |
| 도코로자와 이케부쿠로 방면                                | 특급 지치부, 무사시 호                                     | 한노 세이부 지치부 방면   |
| 고테사시 이케부쿠로, 시부야, 요코하마 방면                | ■쾌속급행                                                  | 한노 , 세이부 지치부 방면 |
| 이나리야마 공원 이케부쿠로, 신키바, 시부야, 요코하마 방면 | ■급행, ■통근급행(상행선만), ■쾌속, ■통근준급, ■준급, ■보통 | 부시 한노 방면            |